# Ла-Руж
Ла-Руж (фр. La Rouge) — колишній муніципалітет у Франції, у регіоні Нормандія, департамент Орн. Населення — 680 осіб (2011).
Муніципалітет був розташований на відстані близько 140 км на південний захід від Парижа, 130 км на південний схід від Кана, 50 км на схід від Алансона.

## Історія
До 2015 року муніципалітет перебував у складі регіону Нижня Нормандія. Від 1 січня 2016 року належав до нового об'єднаного регіону Нормандія.
1 січня 2016 року Ла-Руж, Жемаж, Л'Ермітьєр, Маль, Сент-Аньян-сюр-Ерр i Ле-Тей було об'єднано в новий муніципалітет Валь-о-Перш.

## Демографія
Динаміка населення (INSEE ):
Розподіл населення за віком та статтю (2006):
| Стать | Всього | До 15 років | 15-24 | 25-44 | 45-64 | 65-85 | Понад 85 |
| --- | ------ | ----------- | ----- | ----- | ----- | ----- | -------- |
| Чоловіки | 304    | 40          | 20    | 52    | 132   | 52    | 8        |
| Жінки | 328    | 44          | 44    | 64    | 108   | 56    | 12       |
| \| Статево-вікова піраміда \| Статево-вікова піраміда \| Статево-вікова піраміда \| \| ----------------------- \| ----------------------- \| ----------------------- \| \| Чоловіки \| Вік \| Жінки \| \| 8 \| 85 + \| 12 \| \| 12 \| 80-84 \| 8 \| \| 24 \| 75-79 \| 24 \| \| 4 \| 70-74 \| 16 \| \| 12 \| 65-69 \| 8 \| \| 4 \| 60-64 \| 12 \| \| 52 \| 55-59 \| 36 \| \| 32 \| 50-54 \| 28 \| \| 44 \| 45-49 \| 32 \| \| 24 \| 40-44 \| 36 \| \| 20 \| 35-39 \| 24 \| \| 8 \| 30-34 \| 4 \| \| 0 \| 25-29 \| 0 \| \| 16 \| 20-24 \| 12 \| \| 4 \| 15-20 \| 32 \| \| 24 \| 10-14 \| 12 \| \| 8 \| 5-9 \| 16 \| \| 8 \| 0-4 \| 16 \| |        |             |       |       |       |       |          |
| Статево-вікова піраміда |        |             |       |       |       |       |          |
| Чоловіки | Вік    | Жінки       |       |       |       |       |          |
| 8 | 85 +   | 12          |       |       |       |       |          |
| 12 | 80-84  | 8           |       |       |       |       |          |
| 24 | 75-79  | 24          |       |       |       |       |          |
| 4 | 70-74  | 16          |       |       |       |       |          |
| 12 | 65-69  | 8           |       |       |       |       |          |
| 4 | 60-64  | 12          |       |       |       |       |          |
| 52 | 55-59  | 36          |       |       |       |       |          |
| 32 | 50-54  | 28          |       |       |       |       |          |
| 44 | 45-49  | 32          |       |       |       |       |          |
| 24 | 40-44  | 36          |       |       |       |       |          |
| 20 | 35-39  | 24          |       |       |       |       |          |
| 8 | 30-34  | 4           |       |       |       |       |          |
| 0 | 25-29  | 0           |       |       |       |       |          |
| 16 | 20-24  | 12          |       |       |       |       |          |
| 4 | 15-20  | 32          |       |       |       |       |          |
| 24 | 10-14  | 12          |       |       |       |       |          |
| 8 | 5-9    | 16          |       |       |       |       |          |
| 8 | 0-4    | 16          |       |       |       |       |          |

## Економіка
2010 року серед 402 осіб працездатного віку (15—64 років) 303 були активними, 99 — неактивними (показник активності 75,4%, у 1999 році було 70,3%). З 303 активних мешканців працювало 267 осіб (147 чоловіків та 120 жінок), безробітними було 36 (14 чоловіків та 22 жінки). Серед 99 неактивних 21 особа була учнем чи студентом, 52 — пенсіонерами, 26 були неактивними з інших причин.

У 2010 році в муніципалітеті числилось 285 оподаткованих домогосподарств, у яких проживали 706,0 особи, медіана доходів виносила 18 496,5 євро на одного особоспоживача